# Сталінешти
Сталінешти — річка в Україні, в межах Хотинського та Новоселицького районів Чернівецької області. Ліва притока Черленої (басейн Дунаю). 

## Опис
Довжина 26 км, площа водозбірного басейну 95,4 км². Долина глибока і вузька, в пониззі ширша. Річище слабозвивисте, у середній та верхній течії пересихає. Заплава переважно двобічна. У верхів'ях споруджено кілька ставків. 

## Розташування
Річка бере початок на північ від села Ворничани, серед пологих пагорбів східної частини Хотинської височини. Тече на південний схід (місцями на південь). Впадає до Черленої біля західної околиці села Кошуляни. 
Над річкою розташовані села: Ворничани, Пашківці, Кошуляни, а також (над її притоками) Білівці, Ярівка і Стальнівці. 